# Герб Каракалпакстана
Государственный герб Респу́блики Каракалпакста́н (каракалп. Qaraqalpaqstan Respublikasıniń mámleketlik gerbi /  Қарақалпақстан Республикасының мәмлекетлик герби; узб. Qoraqalpogʻiston Respublikasining davlat gerbi /  Қорақалпоғистон Республикасининг давлат герби) — один из официальных символов (наряду с флагом и гимном) Республики Каракалпакстан — суверенной республики в составе Республики Узбекистан. Утверждён 9 апреля 1993 года, когда был принят закон о государственном гербе республики. Герб разработан по эскизу известного советского, каракалпакского и узбекистанского художника — Жоллыбая Изентаева, на основе герба Узбекистана.
Герб Каракалпакстана очень похож на герб Узбекистана и практически частями копирует его. Это — знак единства двух республик. На гербе Каракалпакстана изображены восходящее солнце над горами темно-синего цвета и древней зороастрийской крепостью Чильпык — символом древней истории и культуры республики, река Амударья и Аральское море, окружённые венком, состоящим справа из колосьев пшеницы, а слева — из веток хлопчатника с раскрытыми коробочками хлопка. 
В верхней части герба находится восьмигранник голубого цвета с оранжевыми краями, внутри которого полумесяц со звездой белого цвета. В центре герба изображена мифическая птица Кумай с раскрытыми крыльями. Внизу на банте ленты венка, символизирующей государственный флаг республики надпись «QARAQALPAQSTAN» (или «ҚАРАҚАЛПАҚСТАН»). Венок из веток хлопчатника и пшеницы перевязан лентами цветами из флагов Узбекистана и Каракалпакстана.